# Saint-Hilaire-Bonneval
Saint-Hilaire-Bonneval is een gemeente in het Franse departement Haute-Vienne (regio Nouvelle-Aquitaine) en telt 691 inwoners (1999). De plaats maakt deel uit van het arrondissement Limoges.

## Geografie
De oppervlakte van Saint-Hilaire-Bonneval bedraagt 28,7 km², de bevolkingsdichtheid is 24,1 inwoners per km².
De onderstaande kaart toont de ligging van Saint-Hilaire-Bonneval met de belangrijkste infrastructuur en aangrenzende gemeenten.

## Demografie
Onderstaande figuur toont het verloop van het inwonertal (bron: INSEE-tellingen).